# Чифтлик
„Чифтлик“ (на турски: Çiftlik) е квартал в район „Бейкоз“ в Истанбул, Турция. Намира се в анадолската част на града и граничи с кварталите „Ченгелдере“ на север, „Бакладжъ“ на юг, „Явузселим“ на изток и язовир Елмалъ на запад.